# کولونگا مروکووسکا
کولونگا مروکووسکا (به لهستانی:  Kolonia Mrokowska) یک روستا در لهستان است که در گمینا لشنووولا واقع شده‌است.